# 오토네정
오토네정(大利根町)은 사이타마현 기타사이타마군에 설치되었던 정이다. 현재의 가조시에 해당한다.

## 역사
- 1955년 1월 1일 - 기타사이타마군 히가시촌, 하라미치촌, 겐와촌, 도요노촌이 합병해 오토네촌이 되었다.
- 1971년 1월 1일 - 정으로 승격해 오토네정이 되었다.
- 2010년 3월 23일 - 가조시, 기타사이타마군 기사이정, 기타카와베정과 합병해 새 가조시가 만들어지고, 오토네정은 소멸했다

## 교통

### 도로
- 국도 125호선